# Alliance pour l'avenir du Kosovo
Pour les articles homonymes, voir Alliance pour l'avenir (homonymie) et AAK.
L’Alliance pour l'avenir du Kosovo (en albanais : Aleanca për Ardhmërinë e Kosovës, AAK) est un parti politique kosovar de droite fondé en 2001.

## Histoire
L'AAK est constituée le 29 avril 2001 à la suite d'une alliance entre plusieurs formations, sous la conduite de Ramush Haradinaj, un ancien officier supérieur de l'Armée de libération du Kosovo (UÇK). Aux élections parlementaires qui se tiennent la même année, elle remporte 7,8 % des suffrages et 12 députés sur 120 à l'Assemblée.
Les élections d'octobre 2004 marquent un recul pour l'Alliance, qui obtient 8,4 % des voix, soit 9 sièges. Pourtant, en décembre, Ramush Haradinaj est élu Premier ministre après avoir passé une alliance avec la Ligue démocratique du Kosovo (LDK). Il est contraint à la démission au bout de seulement trois mois, du fait de sa mise en examen par le tribunal pénal international pour l'ex-Yougoslavie (TPIY). L'AAK se maintient à la tête du gouvernement avec Bajram Kosumi, puis l'indépendant Agim Çeku à compter de mars 2006.
À la suite des élections législatives de novembre 2007, l'AAK progresse, avec 9,6 % des voix et 10 élus, mais est renvoyée dans l'opposition. Le Parti démocratique du Kosovo (PDK) et la LDK forment en effet une « grande coalition ». Au mois d'avril 2008, Haradinaj est relaxé par le TPIY. Il revient alors à la présidence de l'Alliance et dans la vie politique kosovare.
Lors des élections législatives du 12 décembre 2010, les premières depuis l'indépendance du pays, l'AAK se maintient comme une force parlementaire minoritaire tout en poursuivant sa progression. Le parti remporte en effet 11 % des suffrages, soit 12 députés sur 120. Il se maintient dans l'opposition.

## Positionnements politiques
L'Alliance pour l'avenir du Kosovo se situe plutôt à droite de l'échiquier politique, avec un programme conservateur.

## Élections à l'Assemblée du Kosovo
| Année | Voix    | %     | Sièges   | Rang | Position                       |
| ----- | ------- | ----- | -------- | ---- | ------------------------------ |
| 2001  | 61 688  | 7,83  | 8 / 120  | 4e   | Opposition                     |
| 2004  | 57 931  | 8,39  | 9 / 120  | 3e   | Gouvernement                   |
| 2007  | 54 611  | 9,55  | 10 / 120 | 5e   | Opposition                     |
| 2010  | 77 130  | 11,04 | 12 / 120 | 4e   | Opposition                     |
| 2014  | 69 793  | 9,54  | 11 / 120 | 4e   | Opposition                     |
| 2017  | 245 627 | 33,74 | 12 / 120 | 1er  | Haradinaj II                   |
| 2019  | 96 872  | 11.51 | 13 / 120 | 4e   | Opposition, Hoti (depuis 2020) |
| 2021  | 62 111  | 7,08  | 8 / 120  | 4e   | Opposition                     |